# François Maistre
François Maistre (Demigny, 14 maggio 1925 – Sevran, 16 maggio 2016) è stato un attore francese.

## Biografia
Nacque a Demigny, Saona e Loira, Francia. Nel corso della sua carriera è comparso in oltre cento pellicole, fra il 1960 ed il 2003.
Muore il 16 maggio 2016 all'età di 91 anni.

## Filmografia

### Cinema
- Le 7eme jour de Saint-Malo, regia di Paul Mesnier (1960)
- I giochi dell'amore (Les jeux de l'amour), regia di Philippe de Broca (1960)
- Don Giovanni '62 (Le Farceur), regia di Philippe de Broca (1960)
- Le schiave bianche (Le Bal des espions), regia di Michel Clément (1960)
- Merci Natercia!, regia di Pierre Kast (1960)
- Il re di Roma - Aquila imperiale (Napoléon II, l'aiglon), regia di Claude Boissol (1961)
- Amori celebri (Amours célèbres), regia di Michel Boisrond (1961)
- Parigi ci appartiene (Paris nous appartient), regia di Jacques Rivette (1961)
- La spiata (La Dénonciation), regia di Jacques Doniol-Valcroze (1962)
- À fleur de peau, regia di Claude Bernard-Aubert (1962)
- A 027 da Las Vegas in mutande (Blague dans le coin), regia di Maurice Labro (1963)
- Aurelia, regia di Anne Dastrée - cortometraggio (1964)
- Potenti e dannati (À couteaux tirés), regia di Charles Gérard (1964)
- Angelica (Angélique, Marquise des Anges), regia di Bernard Borderie (1964)
- Una vecchia signora indegna (La vieille dame indigne), regia di René Allio (1965)
- Angelica alla corte del re (Merveilleuse Angélique), regia di Bernard Borderie (1965)
- Oss 117 furia a Bahia (Furia à Bahia pour OSS 117), regia di André Hunebelle (1965)
- Layton... bambole e karatè (Carré de dames pour un as), regia di Jacques Poitrenaud (1966)
- Bella di giorno (Belle de jour), regia di Luis Buñuel (1967)
- Ore violente (Casse-tête chinois pour le judoka), regia di Maurice Labro (1967)
- La gatta dagli artigli d'oro (La louve solitaire), regia di Edouard Logereau (1968)
- La via lattea (La voie lactée), regia di Luis Buñuel (1969)
- Indagine su un parà accusato di omicidio (Le dernier saut), regia di Édouard Luntz (1970) - non accreditato
- Che carriera che si fa con l'aiuto di mammà!... (Le distrait), regia di Pierre Richard (1970)
- Il fascino discreto della borghesia (Le charme discret de la bourgeoisie), regia di Luis Buñuel (1972)
- Il serpente (Le serpent), regia di Henri Verneuil (1973)
- La punizione (La punition), regia di Pierre-Alain Jolivet (1973)
- Il fantasma della libertà (Le fantôme de la liberté), regia di Luis Buñuel (1974)
- Gli innocenti dalle mani sporche (Les innocents aux mains sales), regia di Claude Chabrol (1975)
- L'affare della Sezione Speciale (Section spéciale), regia di Costa-Gavras (1975)
- Cronaca degli anni di brace (Ahdat sanawovach el-djamr), regia di Mohammed Lakhdar-Hamina (1975)
- Jaroslaw Dabrowski, regia di Bohdan Poreba (1976)
- Les Conquistadores, regia di Marco Pauly (1976)
- Le Trouble-fesses, regia di Raoul Foulon (1976)
- La Bulle, regia di Raphael Rebibo (1976)
- Violette Nozière, regia di Claude Chabrol (1978)
- Qu'il est joli garçon l'assassin de papa, regia di Michel Caputo (1979)
- Mamito, regia di Christian Lara (1980)
- Vivre libre ou mourir, regia di Christian Lara (1980)
- Engrenage, regia di Ghislain Vidal (1980)
- Fais gaffe à la gaffe!, regia di Paul Boujenah (1981)
- Une glace avec deux boules..., regia di Christian Lara (1982)
- Arrêt sur image, regia di Christine Allen (1987)
- Un affare di donne (Une affaire de femmes), regia di Claude Chabrol (1988)
- Rouget le braconnier, regia di Gilles Cousin (1989)
- Madame Bovary, regia di Claude Chabrol (1991)
- Il fiore del male (La fleur du mal), regia di Claude Chabrol (2003)

### Televisione
- Plaisir du théâtre - serie TV, 1 episodio (1959)
- L'Histoire de Natacha, regia di François Gir - film TV (1960)
- Un homme de Dieu, regia di Jean Vernier - film TV (1961)
- Les Cinq Dernières Minutes - serie TV, episodio 1x19 (1961)
- Un miracle ou deux, regia di François Gir - film TV (1961)
- L'âme de Nicolas Snyders, regia di Georges Lacombe - film TV (1961)
- L'histoire dépasse la fiction - serie TV, episodio 1x06 (1961)
- Le rouge et le noir, regia di Pierre Cardinal - film TV (1961)
- Les Mystères de Paris, regia di Marcel Cravenne - film TV (1961)
- Le Cid, regia di Lazare Iglesis - film TV (1962)
- Font-aux-Cabres, regia di Jean Kerchbron - film TV (1962)
- Le Navire étoile, regia di Alain Boudet - film TV (1962)
- Horace, regia di Jean Kerchbron - film TV (1963)
- L'un d'entre vous, regia di Lazare Iglesis - film TV (1963)
- Hortense Schneider, regia di Henri Spade - film TV (1964)
- Treize contes de Maupassant - miniserie TV, 1 episodio (1964)
- Avatar, regia di Lazare Iglesis - film TV (1964)
- Joyeuses commères de Windsor, regia di Lazare Iglesis - film TV (1964)
- Le Rendez-vous, regia di Roger Kahane - film TV (1964)
- Le Miroir à trois faces: La Tosca, regia di Lazare Iglesis - film TV (1964)
- La caméra explore le temps - serie TV, 16 episodi (1958-1965)
- Les comédiens (1965) Serie televisiva
- Le mystère de la chambre jaune (1965) Film televisivo
- Les jeunes années (1965) Serie televisiva
- I banditi del re (Les compagnons de Jehu) (1965) Serie televisiva
- La chasse au météore (1966) Film televisivo
- L'indomabile Angelica (Indomptable Angélique) (1967) Scene di repertorio
- Le théâtre de la jeunesse, negli episodi "Doubrowsky" (1961) e "Ambroise Paré" (1968)
- Le inchieste dell'agenzia O (Les dossiers de l'agence O), nell'episodio "La petite fleuriste de Deauville" (1968)
- Le tribunal de l'impossible, nell'episodio "Nostradamus ou Le prophète en son pays" (1968)
- En votre âme et conscience, nell'episodio "L'affaire Fieschi (1969)
- Une soirée au bungalow (1969) Film televisivo
- Le survivant (1969) Film televisivo
- La cravache d'or (1969) Seria televisiva
- Sainte Jeanne (1969) Film televisivo
- Allô police, negli episodi "Règlement de comptes" (1967) e "L'affaire est dans le sac" (1970)
- Romulus le grand (1971) Film televisivo
- La dama di Monsoreau (La dame de Monsoreau) (1971) Miniserie televisiva
- Le bunker (1972) Film televisivo
- Les messieurs de Saint-Roy (1973) Serie televisiva
- La duchesse d'Avila (1973) Miniserie televisiva
- On l'appelait Tamerlan (1973) Film televisivo
- Héloïse et Abélard (1973) Film televisivo
- Témoignages, nell'episodio "Un grand peintre (1973)
- Joseph Balsamo (1973-1974) Miniserie televisiva
- Lucien Leuwen (1973-1974) Miniserie televisiva
- Arsenio Lupin (Arsène Lupin), nell'episodio "Gli otto colpi dell'orologio" (1974)
- Graf Yoster gibt sich die Ehre, nell'episodio "Ein Hauch von Ammoniak" (1974)
- Amoureuse Joséphine (1974) Film televisivo
- Azev: le tsar de la nuit (1975) Film televisivo
- Frontières (1975) Film televisivo
- Crise (1975) Serie televisiva
- Les peupliers de la Prétentaine (1975) Miniserie televisiva
- Les peupliers de la Prétentaine (1975) Miniserie televisiva
- L'homme d'Amsterdam, nell'episodio "Enquête sur une idole (1976)
- Destinée de Monsieur de Rochambeau (1976) Film televisivo
- Cinéma 16, nell'episodio "Le temps d'un regard (1976)
- Ces beaux messieurs de Bois-Doré (1976-1977) Miniserie televisiva
- Brigade des mineurs, nell'episodio "Incidents mineurs (1977)
- Au plaisir de Dieu (1977) Miniserie televisiva
- Les samedis de l'histoire, negli episodi "Foch pour vaincre" (1977) e "Lazare Carnot ou Le glaive de la révolution" (1978)
- Émile Zola ou La conscience humaine (1978) Miniserie televisiva
- Le brigate del tigre (Les brigades du Tigre) (1974-1978) Serie televisiva
- Gaston Phébus (1978) Miniserie televisiva
- Le pont Alexandre III (1978) Cortometraggio
- Il commissario Moulin (Commissaire Moulin), nell'episodio "Fausse note" (1979)
- Histoires de voyous: L'élégant (1979) Film televisivo
- Il était un musicien, nell'episodio "Monsieur Prokofiev" (1979)
- Le pape des escargots (1979) Miniserie televisiva
- Achtung Zoll!, nell'episodio "W comme Watteau" (1980)
- Mont-Oriol (1980) Film televisivo
- Caméra une première, nell'episodio "La gardienne" (1980)
- Arsenio Lupin gioca e perde (Arsène Lupin joue et perd) (1980) Miniserie televisiva
- Staline est mort (1981) Film televisivo
- Sherlock Holmes (1982) Film televisivo
- Les dossiers de l'écran, nell'episodio "L'armistice de Juin 40" (1983)
- Les beaux quartiers (1983) Film televisivo
- Au théâtre ce soir, negli episodi "Alain, sa mère et sa maîtresse" (1981), "Le soleil n'est pas aussi chaud qu'avant" (1984), "Dom Juan" (1984) e "Georges Courteline au travail & Boubouroche" (1985)
- Châteauvallon, negli episodi 1x11 (1985) e 1x13 (1985)
- Les enquêtes du commissaire Maigret, nell'episodio "Un échec de Maigret" (1987)
- Le masque, nell'episodio "Le condamné meurt à cinq heures" (1989)